# God Am
God Am – utwór amerykańskiej grupy muzycznej Alice in Chains, wydany na trzecim albumie studyjnym, zatytułowanym Alice in Chains w 1995. Został on zamieszczony na ósmej pozycji na albumie, trwa 4 minuty i 8 sekund. Krótszymi utworami na płycie są tylko kompozycje „Brush Away” (3:22), „Again” (4:05) oraz „So Close” (2:45). Autorem tekstu do utworu jest wokalista grupy Layne Staley, muzykę skomponowali wspólnie gitarzysta Jerry Cantrell, basista Mike Inez oraz perkusista Sean Kinney.
W późniejszym okresie, utwór ukazał się na składance Music Bank z 1999 oraz koncertowo-kompilacyjnym albumie Live z 2000.

## Znaczenie tekstu, budowa utworu
Tekst został napisany przez wokalistę grupy Layne’a Staleya. W słowach do utworu, muzyk wyraża swoją opinię, frustrację na temat wiary w Boga. Nie zaprzecza, ani nie podważa istnienia siły wyższej, lecz zadaje pytanie czy Bóg naprawdę troszczy się o ludzkie losy na Ziemi w obliczu zniszczenia i śmierci. Ponadto w tekście zawarte są odniesienia do zażywania heroiny, które wcześniej pojawiały się już między innymi w kompozycjach „Dirt” czy „God Smack” z albumu Dirt z 1992. Staley w tekstach napisanych wcześniej („Dirt”, „God Smack” czy „Confusion”) poruszał tematy między innymi śmierci czy uzależnienia. Wokalista nigdy jednak nie winił Boga za swoje uzależnienie. Po ukazaniu się utworu, wielu fanów grupy, ze względu na kontrowersyjny tekst, zaczęło podejrzewać, że Staley może być ateistą.
Utwór zaczyna się od łagodnego wstępu gitary elektrycznej, gdzie w tle wypowiadane są słowa „Sure, God's all-powerful, but does He have lips? Whoa!” (pol. „Z pewnością Bóg jest cały wszechmogący, ale czy ma usta?”). Następnie wchodzi partia perkusji, a następnie mocny gitarowy riff w wykonaniu Cantrella. Podczas partii wokalnych Staleya, w tle leci powtarzający się riff. W refrenach linie wokalne stają się nieco mocniejsze, za to partie gitary nieco lżejsze. Po wykonaniu drugiej zwrotki następuje krótkie solo gitarowe, po którym rozpoczyna się trzecia zwrotka. Utwór kończy się refrenem oraz krótką solówką gitarową.

## Utwór na koncertach
Utwór na koncercie zadebiutował 28 czerwca 1996, kiedy to grupa Alice in Chains występowała jako support przed grupą Kiss. Była to pierwsza trasa koncertowa zespołu od 1993. Utwór łącznie został wykonany ze Staleyem jeszcze trzykrotnie. 30 czerwca, 2 i 3 lipca 1996. Wykonanie utworu z 2 lipca w Kiel Center w Saint Louis, zostało zamieszczone w 2000 na koncertowo-kompilacyjnym albumie Live. Po reaktywacji zespołu w 2005, utwór zadebiutował na koncercie dopiero 5 września 2009 w ramach trasy Black Gives Way to Blue Tour. Od tego czasu sporadycznie pojawia się podczas występów grupy.

## Twórcy
Opracowano na podstawie materiału źródłowego:
Alice in Chains
- Layne Staley – śpiew
- Jerry Cantrell – gitara rytmiczna, gitara prowadząca, wokal wspierający
- Mike Inez – gitara basowa
- Sean Kinney – perkusja

Produkcja
- Nagrywany: kwiecień–sierpień 1995 w Bad Animals Studio, Seattle
- Producent muzyczny: Toby Wright
- Miksowanie: Toby Wright w Electric Lady Studios, Nowy Jork
- Inżynier dźwięku: Tom Nellen
- Asystent inżyniera dźwięku: Sam Hofstedt
- Mastering: Stephen Marcussen w Marcussen Mastering Studio, Hollywood
- Asystent techniczny: Darrell Peters, Walter Gemienhardt
- Koordynator prac w studio: Kevan Wilkins
- Zdjęcia: Rocky Schenck, Rob Bloch
- Kierownictwo artystyczne: Mary Maurer
- Projekt oraz wykonanie okładki: Doug Erb
- Management: Kelly Curtis, Susan Silver
- Aranżacja: Jerry Cantrell, Mike Inez, Sean Kinney
- Tekst utworu: Layne Staley